# Michelle Kokosowski
Michelle Kokosowski (née en 1945) est une praticienne et théoricienne du théâtre, qui a dirigé différentes institutions dans ce domaine : organismes de formation, festivals, etc. Elle est maîtresse de conférences à l'université Paris-VIII.

## Biographie
Elle s'est formée au théâtre en France et à l’étranger, notamment auprès de Jerzy Grotowski.
Elle a été à partir de 1968 durant les années 1970 directrice des études du Centre universitaire international de formation et de recherche dramatique (CUIFERD) de Nancy et directrice artistique du Festival mondial de théâtre de Nancy dirigés par Jack Lang.
Depuis 1975, elle collabore au département théâtre de l'université Paris-VIII en y assurant un enseignement artistique et pédagogique sur les arts de la scène, travaillant notamment à partir des créations de Jerzy Grotowski, de Tadeusz Kantor, Armand Gatti ou de Joan Littlewood. Corine Sylvia Congiu est ainsi son élève.
Elle met en scène des pièces aussi diverses que De Gombrowicz à Gombrowicz au Théâtre Nanterre-Amandiers ou dans le cadre de son enseignement à l'université Caravanes
Elle organise de multiples colloques et séminaires, comme par en 1989 Salut Armand Gatti ou en 1990 dans le cadre de l'Association pour la formation et l'information artistiques et culturelles (ANFIAC) Est-Ouest : Théâtres sans rideau de fer (conçu et réalisé avec Georges Banu).
Elle a créé puis dirigé de 1990 à 2002 l'association Académie expérimentale des théâtres (Théâtre Renaud-Barrault), orientée vers la transmission et l’expérimentation innovantes dans le théâtre contemporain.
Elle a été choisie pour siéger au comité d'honneur de l'Année Grotowski en 2009.

## Décorations
- Chevalier de l'ordre des Arts et des Lettres (2006)[6]
- Médaille du Mérite culturel polonais Gloria Artis[7] (Pologne)